# Münster-Geschinen
Münster-Geschinen es una comuna suiza del cantón del Valais, capital del distrito de Goms. Limita al norte con la comuna de Guttannen (BE), al este y sur con Obergoms, al suroeste y oeste con Reckingen-Gluringen, y al noroeste con Fieschertal.
La comuna de Münster-Geschinen es el resultado de la fusión el 1 de octubre de 2004 de las comunas de Münster y Geschinen.